# Spiriverpa lunulata
Spiriverpa lunulata – gatunek muchówki z podrzędu krótkoczułkich i rodziny dziewierkowatych.
Gatunek ten opisany został w 1838 roku przez Johana Wilhelma Zetterstedta jako Thereva lunulata.
Muchówka o ciele długości od 9 do 11 mm. Głowa jest u samca holoptyczna, zaś u samicy jest dychoptyczna. Opylenie ciała jest białoszare, a owłosienie białe, przy czym włoski śródplecza są przyciemnione. Przedpiersie jest w dolnej części nagie. Chetotaksja tułowia obejmuje 3–4 szczecinki przedskrzydłowe, 1–2 nadskrzydłowe, 1 zaskrzydłową i 2 śródplecowych. Użyłkowanie skrzydła cechuje otwarta komórka medialna M3. Przezmianki mają przyczernione główki. Odnóża mają czarne z szarym opyleniem biodra i uda, żółte z brunatnymi końcami golenie i brunatne stopy z żółtymi nasadami. Srebrzystobiałe włoski na odwłoku są przylegające.
Owad palearktyczny, znany z Wielkiej Brytanii, Norwegii, Szwecji, Finlandii i Polski. Zasiedla piaszczyste łachy rzeczne.